# Theatinerkirche (Múnich)
La iglesia de los Teatinos y de San Cayetano (en alemán: Theatinerkirche St. Kajetan) en Múnich fue edificada entre 1663 y 1690, y fundada por el elector Fernando I María y su mujer, Enriqueta Adelaida de Saboya, como gesto de agradecimiento por el nacimiento tan esperado del heredero a la corona de Baviera, el príncipe Maximiliano Manuel, en 1662.
La iglesia se levantó en estilo barroco tardío italianizante, en la línea de San Andrés della Valle de Roma. Fue proyectada por el arquitecto italiano Agostino Barelli. Su sucesor, Enrico Zuccalli, añadió dos torres que no estaban en el proyecto original. La cúpula, de 70,20 metros de altura y 17,70 metros de diámetro, se acabó en 1690. La fachada rococó fue acabada en 1768 por François de Cuvilliés. Su apariencia italiana y su color amarillo la han convertido en uno de los símbolos de la ciudad y han tenido mucha influencia sobre la arquitectura del Barroco en el sur de Alemania. La nave principal tiene 72,50 metros de longitud, 15,50 metros de anchura y 28,55 metros de altura. Las torres tienen una altura de 64,60 metros.
Una rica decoración interior en estuco de un blanco brillante contribuyen a la luminosidad del espacio interior. La decoración de estuco es obra de Nicolo Petri (1685-1688) y Wolfgang Leutner fue responsable de las figuras de estuco. El gran púlpito negro es obra de Andreas Faistenberger (1686). Los altares tienen pinturas de Gaspar de Crayer, Carlo Cignani, Georges Desmarées y Joachim von Sandrart. Balthasar Ableithner esculpió las estatuas de San Marcos y San Juan. 
El órgano procede de los talleres de la firma Eisenbarth y fue bendecido en 1961. Tiene 5 registros manuales y 49 registros de sonidos.

## Panteón de los reyes de Baviera
Una pequeña capilla alberga las tumbas de Maximiliano II, rey de Baviera (1811-1864) y su esposa María de Prusia (1825-1889).
En la cripta se encuentran los sepulcros de otros miembros de la familia Wittelsbach:
- Fernando María, Elector de Baviera (1636-1679)
  - su mujer Enriqueta Adelaida de Saboya (1636-1676)
- Maximiliano II Manuel, Elector de Baviera (1662-1726)
- Carlos VII, Emperador Romano Germánico, Rey de Bohemia y Elector de Baviera (1697-1745)
- Maximiliano III, Elector de Baviera (1727-1777)
- Carlos Teodoro, Elector de Baviera (1724-1799)
- Maximiliano I, primer rey de Baviera (1756-1825)
- Otón I, Rey de Grecia (1815-1867)
  - su mujer Amalia de Oldemburgo (1818-1875)
- el príncipe Leopoldo, regente de Baviera (1821-1912)
- el príncipe Ruperto, heredero de la corona de Baviera (1869-1955).

## Galería de imágenes

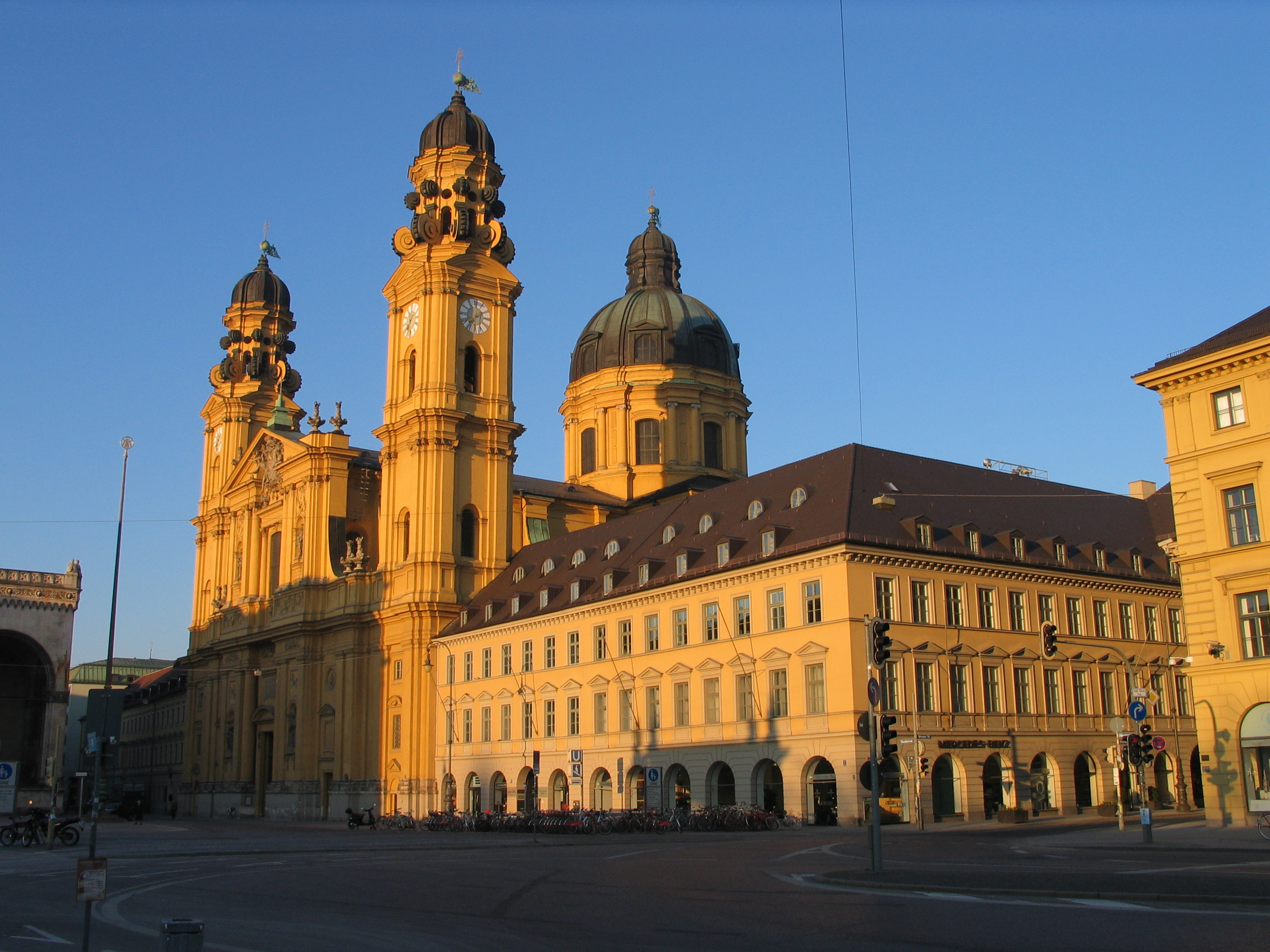
La Theatinerkirche en Múnich.
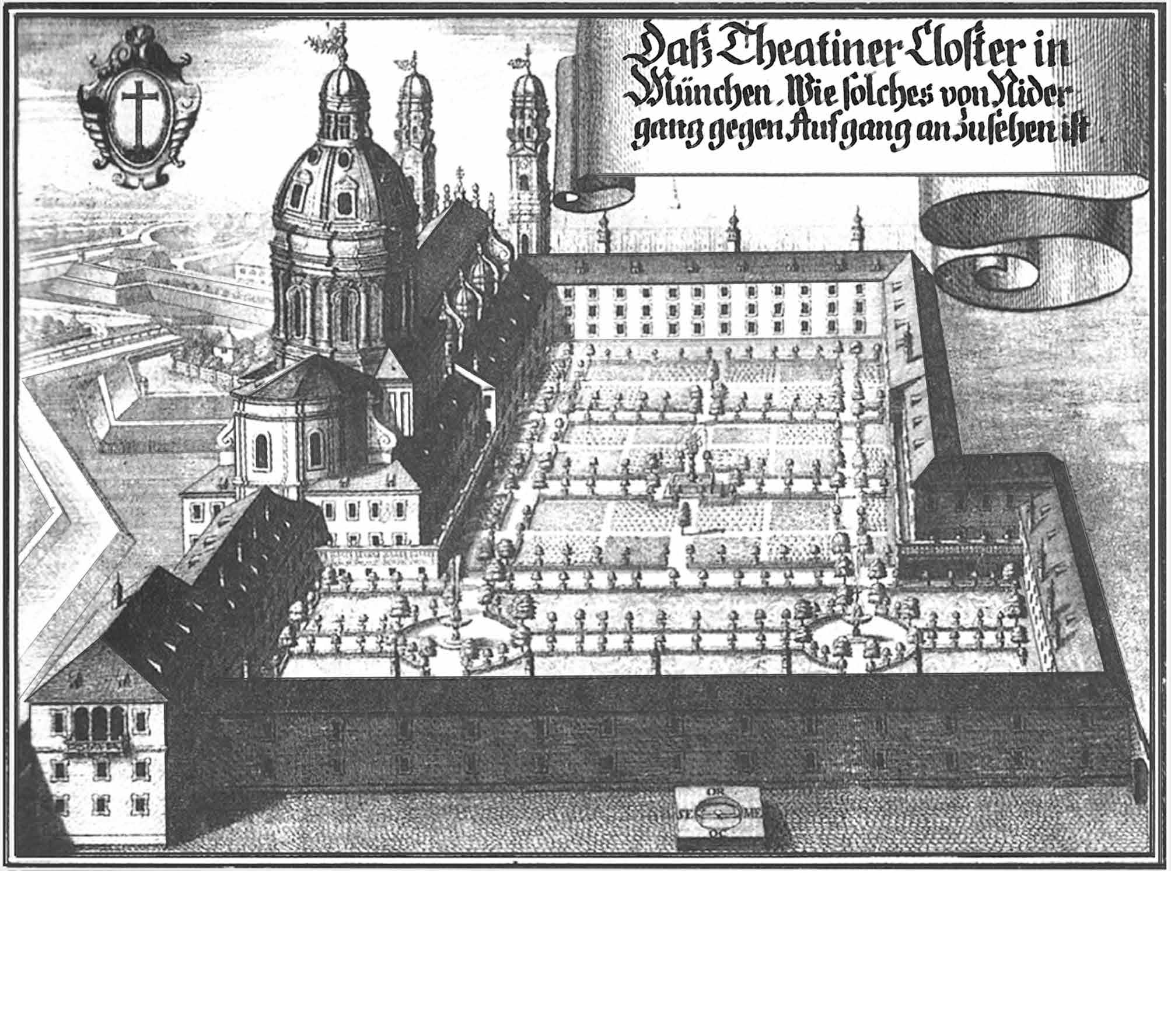
Grabado de la Iglesia de los Teatinos y el convento en 1700, por Michael Wening.
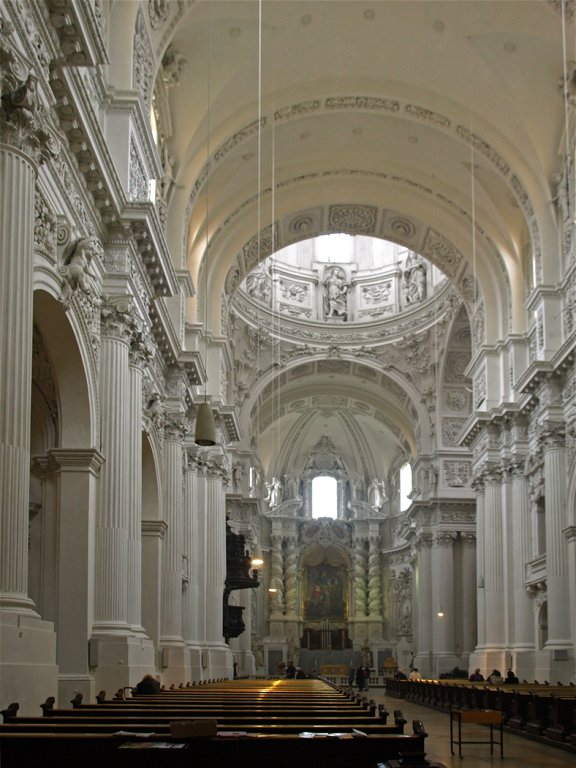
Interior de la iglesia.
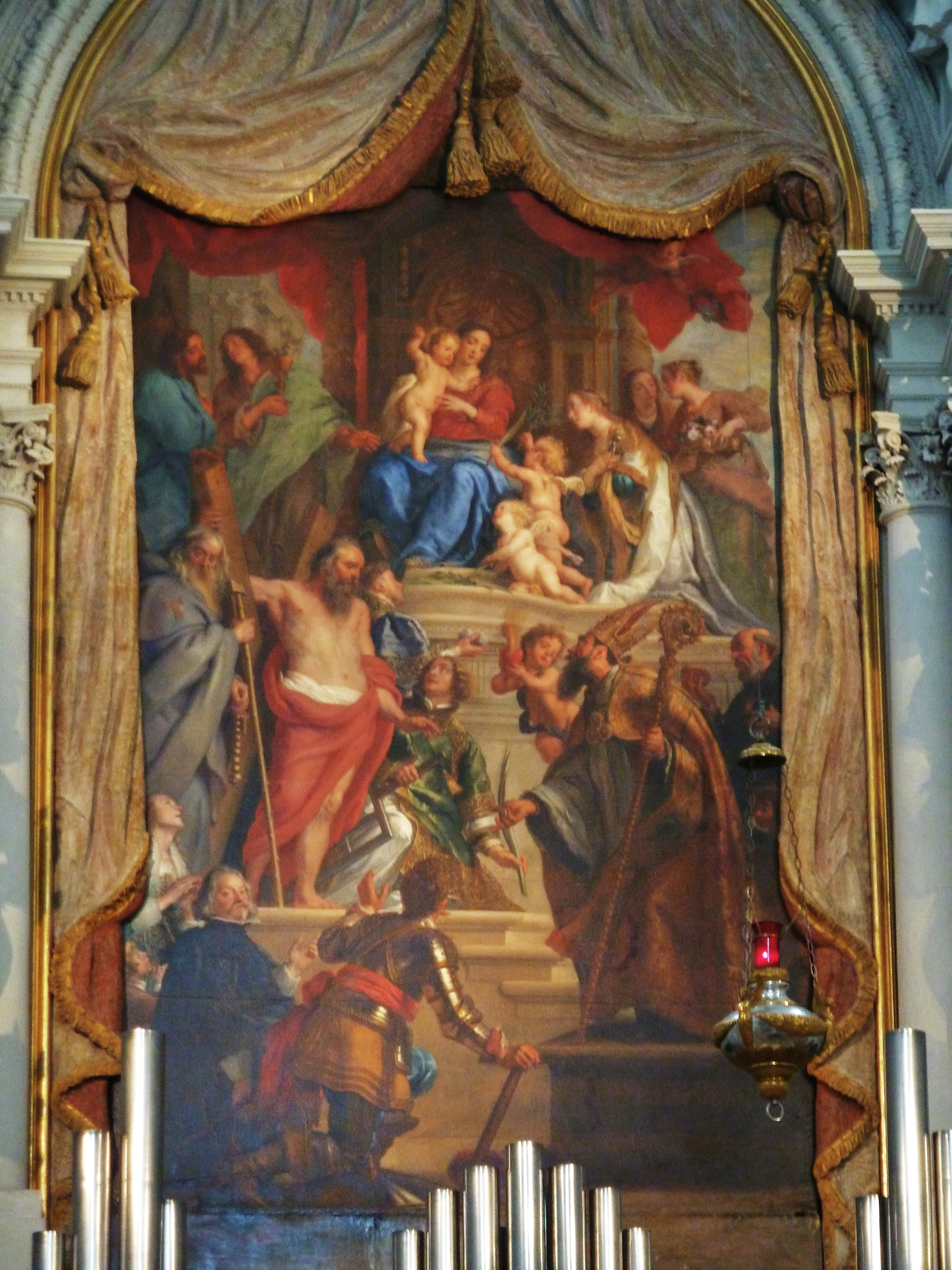
Retablo mayor de Gaspar de Crayer, (1646).
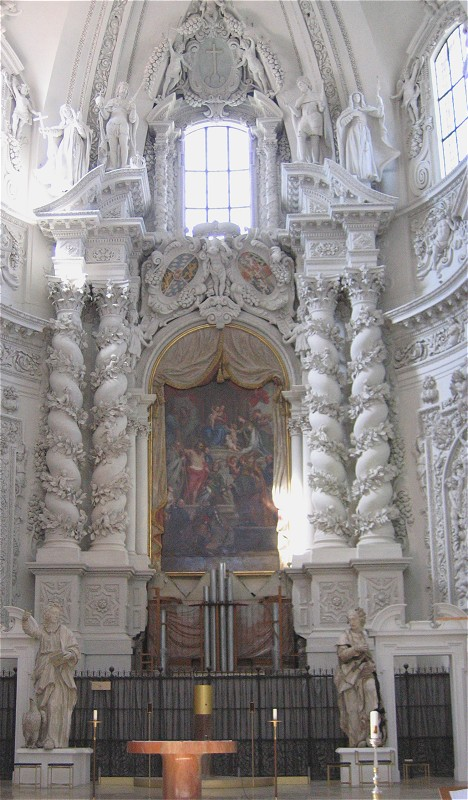
Detalle del Altar.
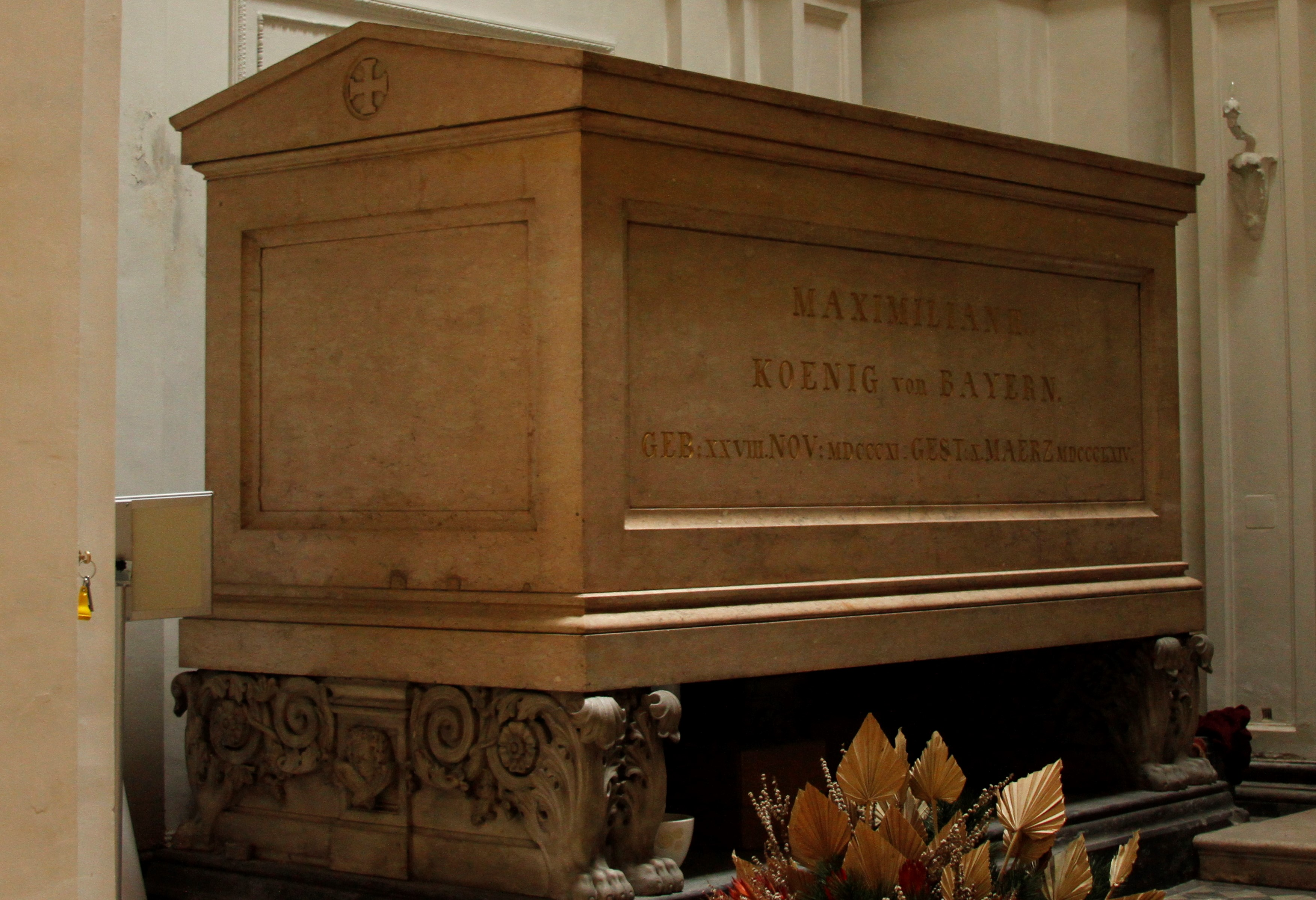
Tumba del rey Maximiliano II.
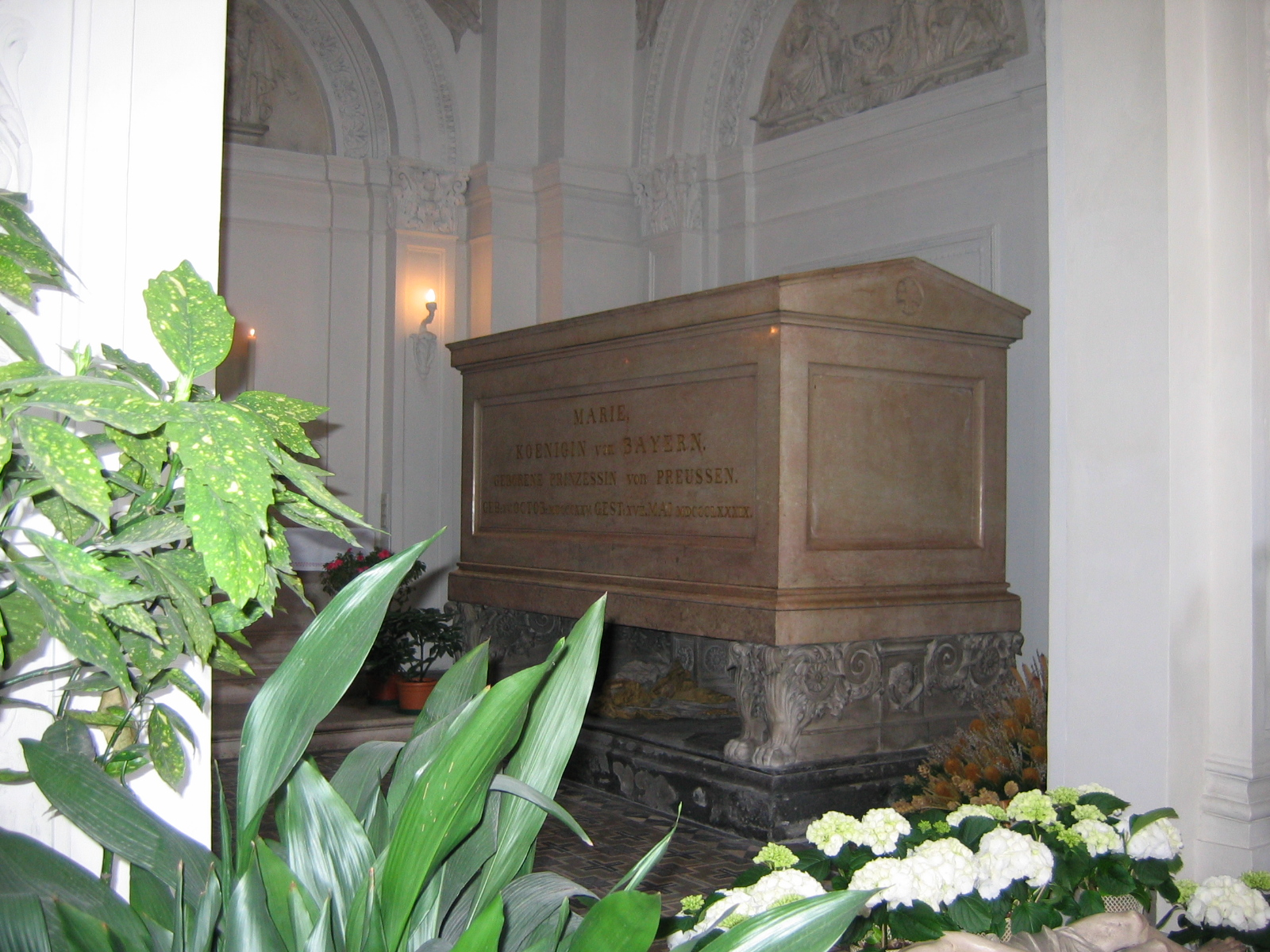
Tumba de la Reina María, en la Iglesia.
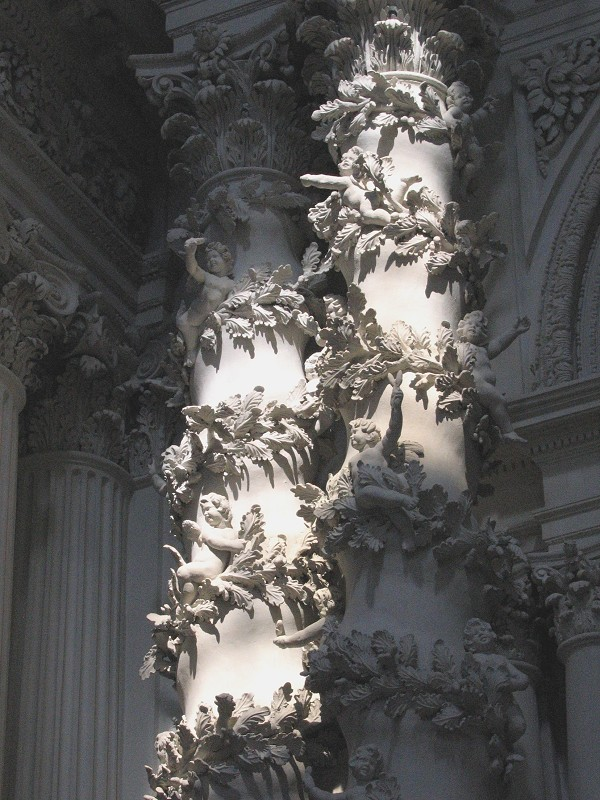
Detalle de las Columnas del Altar.
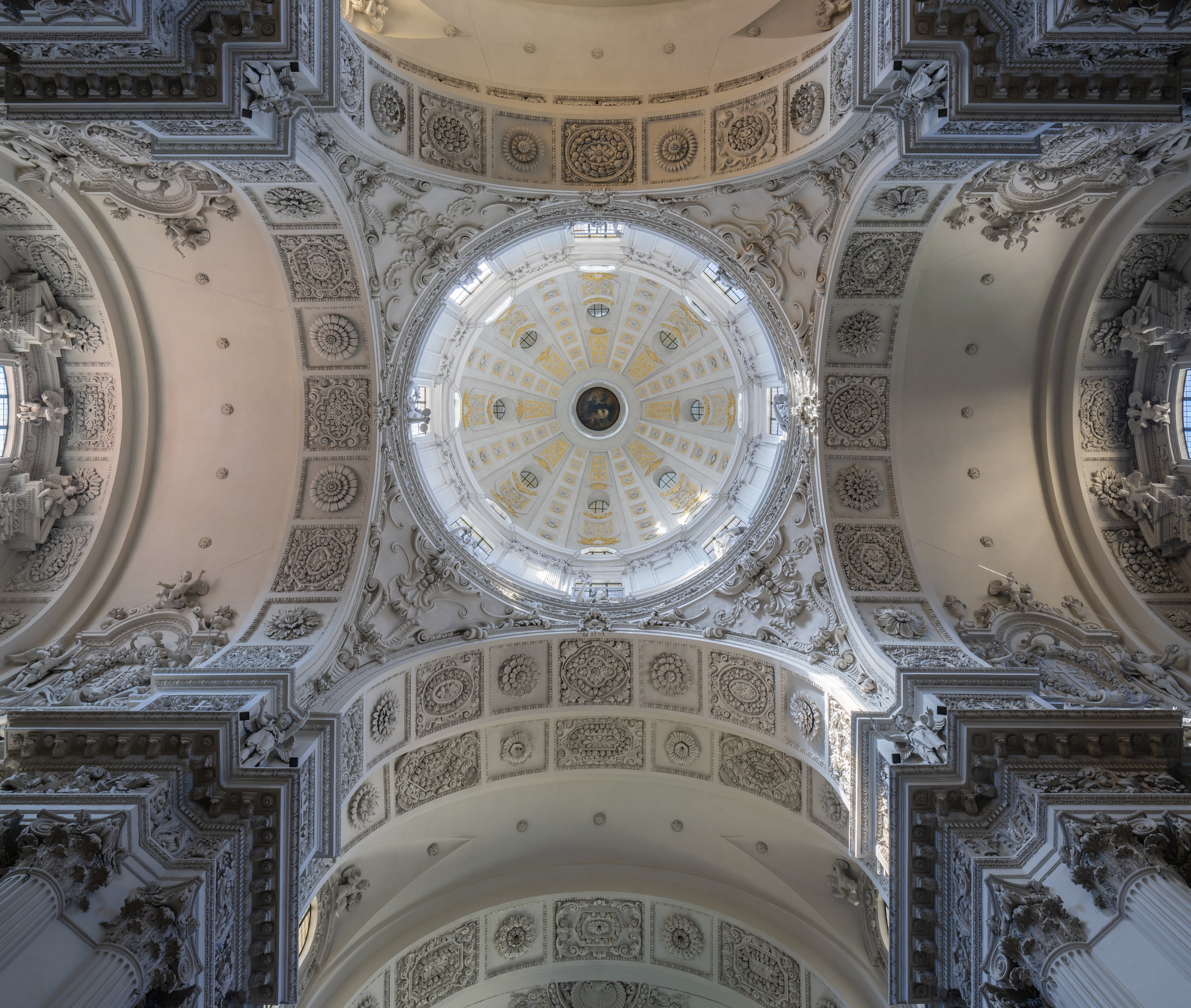
Cúpula de la iglesia.